# Molins (Llobera)
Molins és una masia situada al municipi de Llobera, a la comarca catalana del Solsonès.